# 博姆德沃尼斯
博姆德沃尼斯（法語：Beaumes-de-Venise，法語發音：[bom də vəniz]）是法国普罗旺斯-阿尔卑斯-蓝色海岸大区沃克吕兹省的一个市镇，属于卡庞特拉区。

## 地理
博姆德沃尼斯（44°7'22"N, 5°1'50"E）面积18.89 平方千米，位于法国普罗旺斯-阿尔卑斯-蓝色海岸大区沃克吕兹省，该省份为法国东南部内陆省份，北起德龙省，西北接阿尔代什省，西接加尔省，南至罗讷河口省，东南角与瓦尔省接壤，东临上普罗旺斯阿尔卑斯省。
与博姆德沃尼斯接壤的市镇（或旧市镇、城区）包括：日贡达斯、欧比尼昂、拉法尔、拉罗克阿尔里克、圣伊波利特-勒格拉韦龙、萨里扬、瓦凯拉斯。

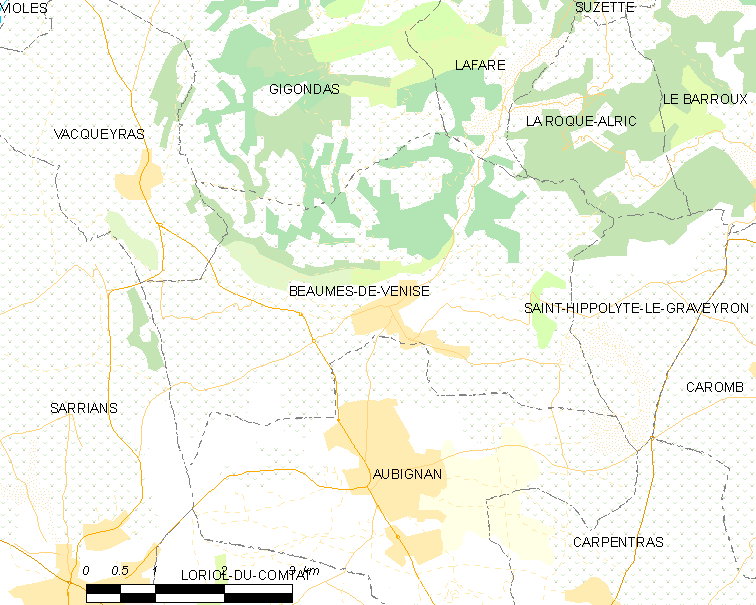
博姆德沃尼斯的OSM定位图

博姆德沃尼斯的时区为UTC+01:00、UTC+02:00（夏令时）。

## 行政
博姆德沃尼斯的邮政编码为84190，INSEE市镇编码为84012。

## 政治
博姆德沃尼斯所属的省级选区为蒙特县。

## 人口

1962-2008年间博姆德沃尼斯人口变化图示

博姆德沃尼斯于2022年1月1日时的人口数量为2428人。